# Adam Elsheimer
Adam Elsheimer (Elzheimer) (1578 i Frankfurt am Main – 1610 i Rom) var en tysk maler og raderer.
Han var elev af Philipp Uffenbach i Frankfurt, drog tidlig til Italien, hvor han en tid synes at have arbejdet under Johannes Rottenhammer i Venedig, og var allerede 1600 i Rom, hans fremtidige virkeplads, hvor den unge kunstner, som italienerne kaldte Adamo Tedesco, underholdt nødtørftig af Paven, uddannede sig efter de store italienske mestre og tillige drev et rastløst naturstudium. Ifølge Joachim von Sandrart "kunne han stå halve, ja hele dage fængslet foran smukke træer, indtil han huskede dem så vel, at han kunne male dem hjemme helt naturtro"[kilde mangler]; om Elsheimers kærlighed til naturen vidner også hans skitsebog, hen ved 200 tegninger, senere sammenbundne til en bog (det Städelske Institut i Frankfurt besidder den værdifuldeste samling af hans håndtegninger). Elsheimers herskende evne er netop denne troskab mod naturen og en fremmelig malerisk sans, der gennem hans talrige elevkreds (bl.a. Cornelius van Poelenburgh, tyskeren Johann König) virkede befrugtende på fremtidens kunst, ikke mindst på den nederlandske; således har Rembrandt fra Elsheimer på anden hånd fået forkærligheden for stærke lysvirkninger. Elsheimers malerier er ganske små, fint gennemførte, grundig tegnede og koloristisk fremragende historiske, bibelske og mytologiske arbejder, hvor de sirlig udførte figurer dog ofte nærmest spiller staffagens rolle i smukke landskaber, der gerne stemningsfuldt belyses af Månen eller ses i kunstig belysning (fakler og ild). Den store betydning, kunsthistorien omkring 1900 tillagde ham, medførte en ivrig eftersøgning af hans malerier og dermed adskillige ny fund. Elsheimer maler oftest på kobber.

## Galleri
- Hvile paa Flugten , ca. 1599
- Trojas Brand, ca. 1600
- Flugten til Ægypten, ca 1605, kun 9,8 cm høj
- Jupiter og Merkur hos Filemon, ca. 1608
- Flugten til Ægypten, 1609